# Гольдштейн, Гила
Гила Гольдштейн (ивр. גילה גולדשטיין‎, 18 декабря 1947, Турин — 4 февраля 2017, Тель-Авив) — израильская актриса и певица, активистка движения за права трансгендерных людей, одна из основательниц «Агуды», старейшей и крупнейшей ЛГБТ-организации в Израиле. Считалась первой или одной из первых трансгендерных женщин в Израиле, и гей-иконой.

## Биография
Родилась в Турине под именем Авраам Гольдштейн. После репатриации в Израиль жила в Хайфе. В 1960 году осознала свою трансгендерность. В детстве занималась балетом, позднее проходила службу в инженерных войсках и играла в футбольной команде Маккаби (Хайфа). Выступала в клубах. Позднее прошла курс гормональной терапии и хирургическую коррекцию пола в Бельгии.
Зарабатывала на жизнь проституцией в хайфских парках.
В начале 1970-х жила в Европе, работала танцовщицей и исполняла стриптиз. По возвращении в Израиль выступала в ночных клубах и барах, в том числе в Баре 51; послужила прототипом одного из персонажей одноименного фильма Амоса Гутмана.
В 1990-х записала несколько песен и выступала с ними в клубе «Алленби 58». В 1998 вместе с Нино Орсиано вела музыкальную программу на радио.
В 2003 году была удостоена награды израильской ЛГБТ общины. В 2005 — премии ЛГБТ кинофестиваля в Майами за лучшую женскую роль второго плана за роль в фильме Послушные дети. В 2010 году снялась в сериале для детей; в том же году о её жизни был снят документальный фильм.
В 2011 именем Гилы Гольдштейн была названа организация, оказывающая помощь трансгендерным людям. В 2015 в знак признания её заслуг перед общиной ей была предоставлена честь идти во главе тель-авивского гей-парада.
Похоронена как мужчина под именем Ронен Илан. На похоронах присутствовали актёры, политики и представители ЛГБТ-общины.

## Фильмография
- 2010: «Это Гила, это — я» ивр. זה גילה, זה אני‎, документальный.
- 2010: «Хасамба, третье поколение» ивр.  חסמבה דור 3‎, сериал.
- 2008: «Факинг диферент Тель-Авив» ивр. פאקינג דיפרנט תל אביב‎.
- 2005: «Послушные дети» ивр. ילדים טובים‎ — Грейс, мать Менни[5]
- 2003: «Кулан» ивр. פרא‎

## В литературе
Гила Гольдштейн упоминается в романе Арона Вергелиса «Страж у ворот» (1987).